# アレクサンダー・シャレンベルク
アレクサンダー・シャレンベルク（Alexander Schallenberg、1969年6月20日 - ）は、オーストリアの政治家。これまでに首相（第33代）、暫定首相、外務大臣、首相府大臣などを歴任した。オーストリア国民党所属。

## 来歴

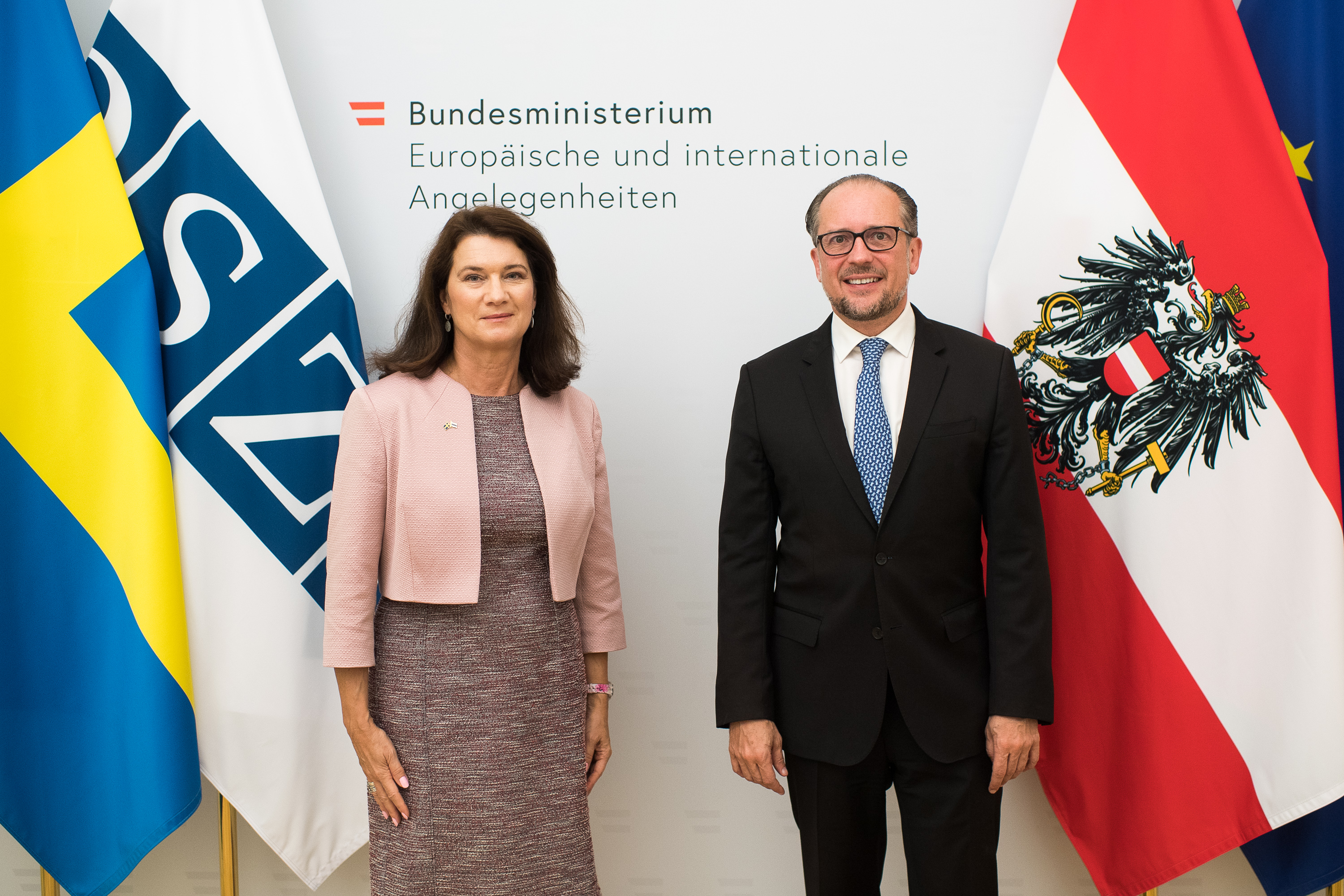
スウェーデンのアン・リンデ外相と（2021年8月31日）

2019年6月よりセバスティアン・クルツ政権で外務大臣。2021年10月にクルツの首相辞任に伴い後任に就任したものの、わずか2カ月後の12月2日にクルツの政界引退表明を受けて自らも辞任表明。後任の国民党党首であるカール・ネーハマーが12月6日に首相に就任したことで正式に退任し、新政権では再び外務大臣を拝命した。2025年1月4日にネーハマーが新政権の組閣を断念したことに伴い、シャレンベルクが1月10日に暫定首相を兼任することとなった。

## 栄典
- リヒテンシュタイン: リヒテンシュタイン公国功労勲章グランド・クロス - （2019年）
- イタリア: イタリア共和国功労勲章ナイト・グランド・クロス - （2020年）